# Mistrovství Evropy ve vodním pólu 2014
Mistrovství Evropy ve vodním pólu za rok 2014 proběhlo v Budapešti, Maďarsko ve dnech 14. až 27. července 2014.

## Česká stopa
Mužská a ženská reprezentace se na letošní mistrovství Evropy nekvalifikovala.

## Medailisté
| Muži | Zlato | Stříbro | Bronz |
| ---- | --- | --- | --- |
| Tým  | Srbsko (SRB) (Gojko Pijetlović, Dušan Mandić, Živko Gocić, Sava Ranđelović, Miloš Ćuk, Duško Pijetlović, Slobodan Nikić, Milan Aleksić, Nikola Rađen, Filip Filipović, Andrija Prlainović, Stefan Mitrović, Branislav Mitrović, ??? (n), ??? (n))          | Maďarsko (HUN) (Viktor Nagy, Miklós Gór-Nagy, Norbert Madaras, Balázs Erdélyi, Márton Vámos, Norbert Hosnyánszky, Ádám Decker, Márton Szivós, Dániel Varga, Dénes Varga, Márton Tóth, Balázs Hárai, Attila Decker, ??? (n), ??? (n))                                                                 | Itálie (ITA) (Stefano Tempesti, Francesco Di Fulvio, Alessandro Velotto, Pietro Figlioli, Alex Giorgetti, Andrea Fondelli, Massimo Giacoppo, Valentino Gallo, Niccolò Figari, Stefano Luongo, Matteo Aicardi, Fabio Baraldi, Marco Del Lungo, ??? (n), ??? (n))         |
| Ženy | Zlato | Stříbro | Bronz |
| Tým  | Španělsko (ESP) (Laura Esterová, Marta Bachová, Anna Esparová, Roser Tarragóová, Mati Ortizová, Jenny Parejaová, Lorena Mirandaová, Pili Peñaová, Andrea Blasová, Ona Meseguerová, Maica Garcíaová, Laura Lópezová, Patricia Herreraová, ??? (n), ??? (n)) | Nizozemsko (NED) (Anne Heinisová, Yasemin Smitová, Dagmar Geneeová, Sabrina van der Slootová, Amarens Geneeová, Nomi Stomphorstová, Marloes Nijhuisová, Vivian Sevenichová, Maud Megensová, Laura van der Graafová, Lieke Klaassenová, Leonie van der Molenová, Debby Willemszová, ??? (n), ??? (n)) | Maďarsko (HUN) (Flóra Bolonyaiová, Dóra Czigányová, Dóra Antalová, Dóra Kistelekiová, Gabriella Szűcsová, Orsolya Takácsová, Hanna Kistelekiová, Rita Keszthelyiová, Ildikó Tóthová, Barbara Bujkaová, Dóra Csabaiová, Anna Illésová, Edina Ganglová, ??? (n), ??? (n)) |

pozn. Dva hráči ze sestav byli nehrajícími náhradníky tj. náhradníci na tribuně, nebo necestujující náhradníci připraveni na telefonu dorazit v případě zranění.